# Пертту Ліндгрен
Пертту Ліндгрен (фін. Perttu Lindgren; 26 серпня 1987, м. Тампере, Фінляндія) — фінський хокеїст, центральний нападник.
Вихованець хокейної школи «Ільвес» (Тампере). Виступав за «Ільвес» (Тампере), «Айова Старс» (АХЛ), «Техас Старс» (АХЛ), «Даллас Старс», «Лукко» (Раума), ХК «Атлант» (Митищі), ХК «Амур», ХК «Давос», ХК «Біль».
В чемпіонатах НХЛ — 1 матч (0+0). В чемпіонатах Фінляндії провів 249 матчів (58+134), у плей-оф — 33 матчі (9+8).
У складі національної збірної Фінляндії учасник EHT 2011 і 2012. У складі молодіжної збірної Фінляндії учасник чемпіонатів світу 2006 і 2007. У складі юніорської збірної Фінляндії учасник чемпіонату світу 2015.
Досягнення
- Чемпіон Швейцарії (2015)
- Бронзовий призер чемпіонату Фінляндії (2011)
- Бронзовий призер молодіжного чемпіонату світу (2006).